# 马兰 (摩泽尔省)
马兰（法語：Malling，法語發音：[malɛ̃]；洛林法兰克语：Malléngen）是法国摩泽尔省的一个市镇，属于蒂永维尔区。

## 地理
马兰（49°25'22"N, 6°17'47"E）面积4.42 平方千米，位于法国大東部大區摩泽尔省，该省份为法国东北部内陆省份，是洛林的一部分，西南接默尔特-摩泽尔省，东临下莱茵省，北与卢森堡和德国接壤。
与马兰接壤的市镇（或旧市镇、城区）包括：摩泽尔河畔贝格、卡特农、加维斯、安坦、凯尔兰莱锡尔克、柯尼希斯马克、乌德雷讷、雷泰勒。

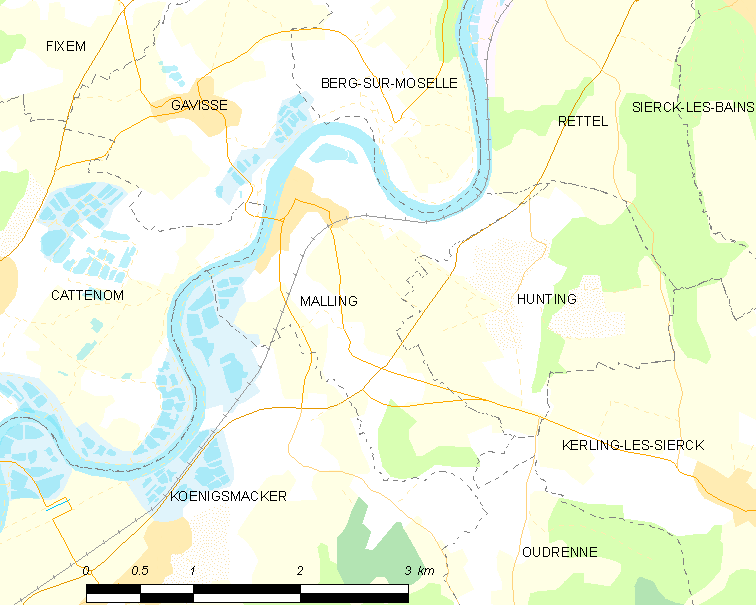
的OSM定位图

马兰的时区为UTC+01:00、UTC+02:00（夏令时）。

## 行政
马兰的邮政编码为57480，INSEE市镇编码为57437。

## 政治
马兰所属的省级选区为布宗维尔县。

## 人口

1962-2008年间人口变化图示

马兰于2022年1月1日时的人口数量为680人。